# Dittsche

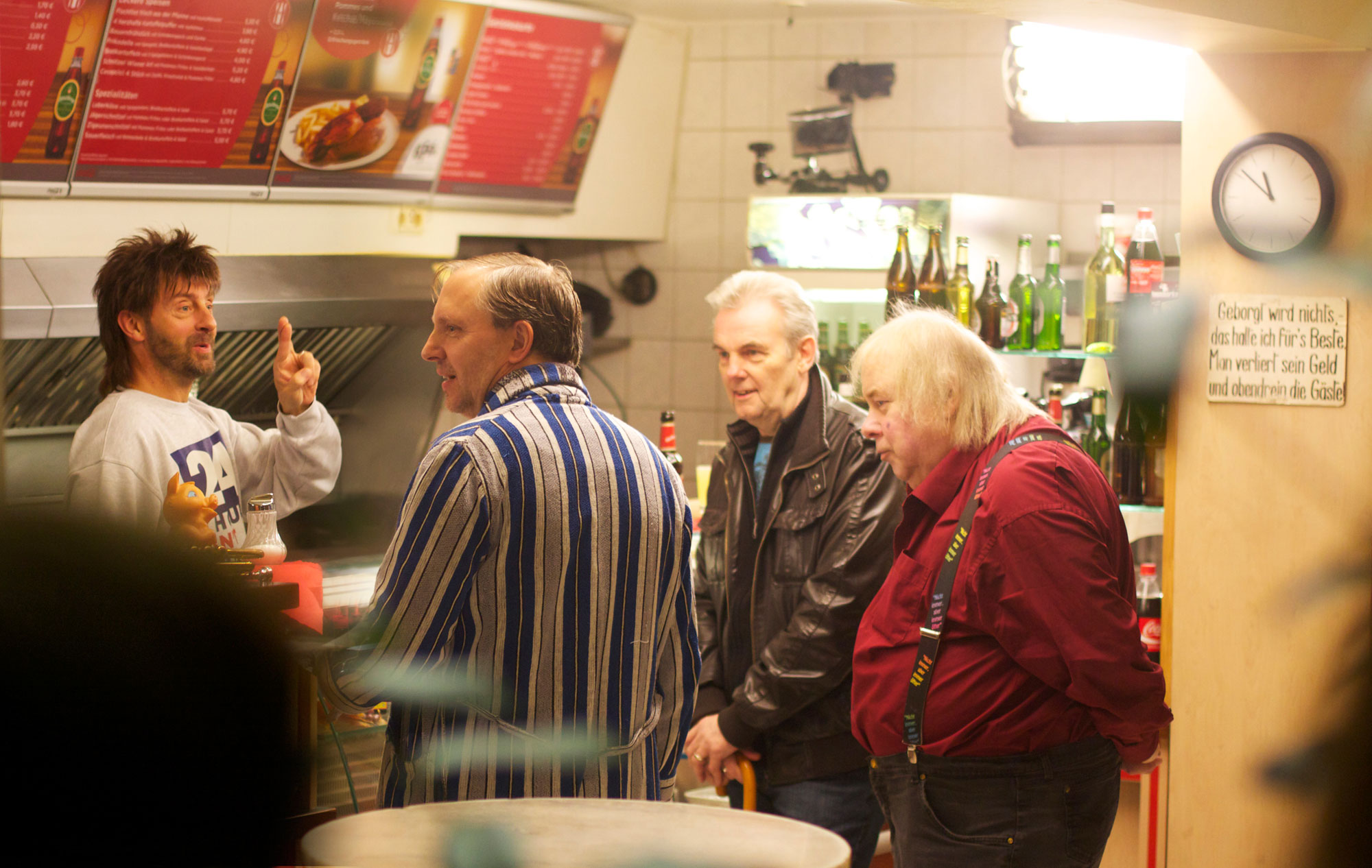
V. l. n. r.: Jon Flemming Olsen, Olli Dittrich als Dittsche, Knut Hartmann und Franz Jarnach (2012)

Dittsche – Das wirklich wahre Leben (kurz Dittsche) ist eine mit dem Deutschen Fernsehpreis ausgezeichnete Improvisationskomiksendung des WDR Fernsehens mit Olli Dittrich, Jon Flemming Olsen und, bis zu seinem Tod im Januar 2017, Franz Jarnach.
Olli Dittrich spielt den Arbeitslosen Dittsche, der am Tresen eines Hamburger Imbisses über das Leben und aktuelle Ereignisse sinniert. Weitere Hauptdarsteller sind Jon Flemming Olsen als Imbisswirt Ingo sowie bis zur 25. Staffel Franz Jarnach als Stammgast Schildkröte und ab der 26. Staffel Jens Lindschau als Krötensohn Jens. Daneben spielen in vielen Folgen Gaststars mit. Die Sendung kommt ohne Drehbuch aus und wird, abgesehen von bislang zwei Ausnahmen, aus einer Imbissbude, der Eppendorfer Grill-Station im Eppendorfer Weg 172 in Hamburg-Hoheluft-West, gesendet. Ihr Kernprinzip ist, dass ausschließlich Hauptdarsteller Dittrich gewappnet mit vorbereiteten Ideen auftritt, während die anderen Darsteller improvisatorisch darauf reagieren müssen.
Die Sendung lief von 2004 bis 2021. Die 29. Staffel wurde nach der am 15. März 2020 gesendeten dritten Folge wegen der Corona-Pandemie ausgesetzt. Die 30. Staffel wurde vom 7. März 2021 bis 18. April 2021 ausgestrahlt. Seitdem erschienen keine Folgen, es wurden lediglich 2022 fünf kurze Clips im Rahmen einer Themenwoche der ARD veröffentlicht.

## Entstehungsgeschichte
Nach der Aufgabe seiner Tätigkeit bei der Plattenfirma Polydor im Jahr 1985 und einer anschließenden Zeit der Arbeitslosigkeit produzierte Olli Dittrich regelmäßig wechselnde, hörspielartige Aufnahmen, die er auf seinem Anrufbeantworter aufnahm und über diesen verbreitete. Unter den dafür entwickelten Figuren war eine, die „einfach erzählt hat, was so um sie herum passiert“ – der Ursprung der Figur Dittsche. Dittrich sagt, er habe damals Zeiten erlebt, in denen es ihm schlecht ging und er mit wenig Geld auskommen musste, er empfinde „eine große Nähe zu diesem Milieu der Gescheiterten“. Diese Erfahrungen und Personen, die er in dieser Zeit in Hamburg gesehen hat, inspirierten ihn zur Figur Dittsche und weiteren in der Sendung vorkommenden Figuren.
Dittrich stellte seinen Dittsche erstmals auf Thomas Hermanns’ Anfang der 1990er Jahre in Hamburg entstandener Bühnenshow Quatsch Comedy Club dar, bei seinem ersten Auftritt als „der Mann im Bademantel“. Später trat er bei Gottschalk Late Night als Dittsche auf. Die ZDF-Sendung Olli, Tiere, Sensationen enthielt in den Jahren 2000/2001 eine Miniserie mit dem Titel Das wirklich wahre Leben mit Dittsche als Gast und dem damals noch Rudi benannten Imbisswirt. Die für die Figur typische Plastiktüte mit Leergut verwendete Dittrich nach eigenen Angaben zunächst, um von ihrer Innenseite Stichworte für seinen Auftritt ablesen zu können.
Zwei Jahre lang fragte Olli Dittrich bei verschiedenen Sendern an, ob sie die Sendung produzieren wollten. Erst das WDR-Fernsehen war dazu bereit.

## Figuren

### Hauptfiguren

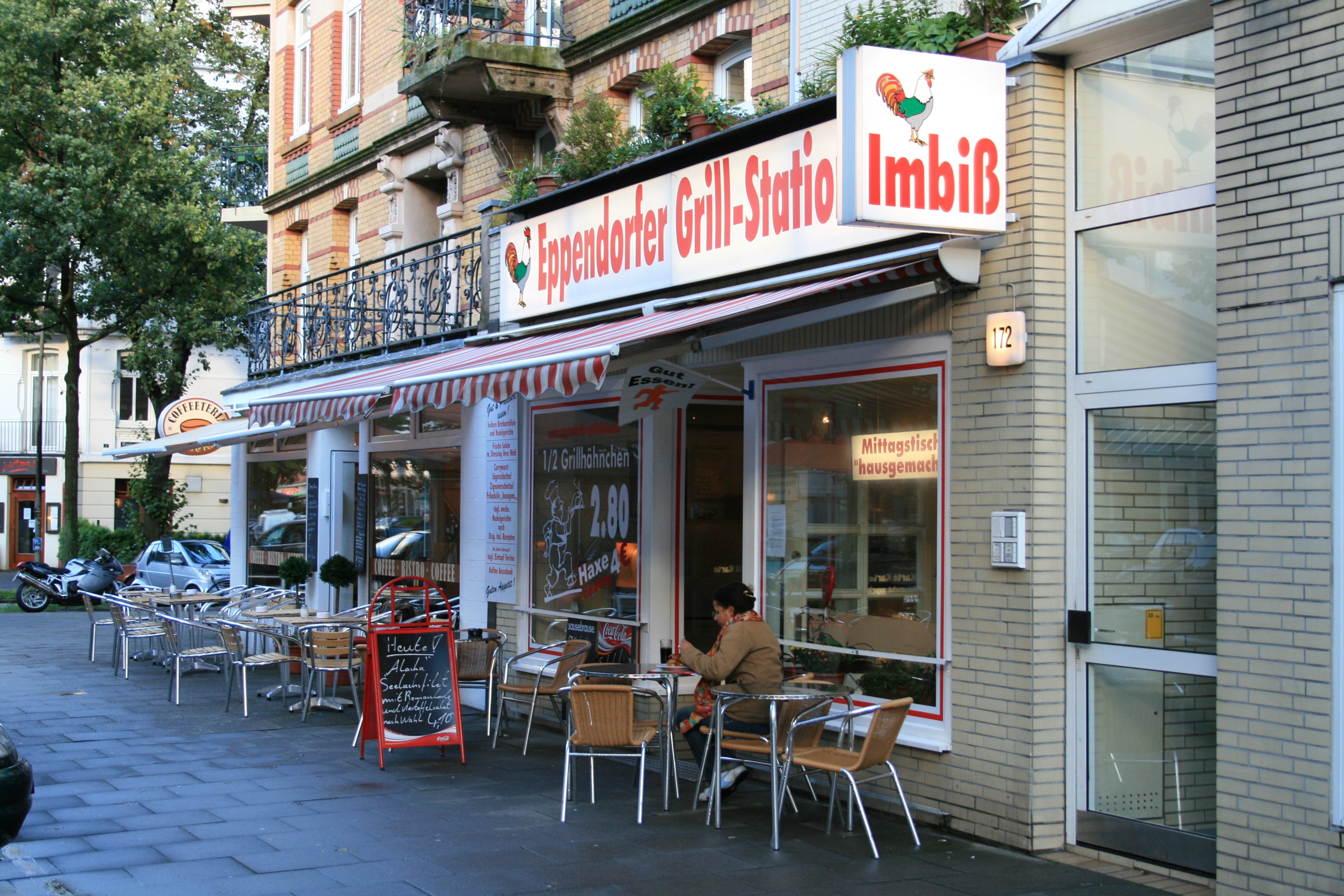
Der Drehort, die Eppendorfer Grill-Station in Hamburg (Außenansicht)

Dittsche ist ein mit blau-weiß gestreiftem Bademantel, Jogginghose und Badelatschen („Schumiletten“) bekleideter Arbeitsloser. Er hat häufig eine Aldi-Tüte mit Leergut in der Hand. Er spricht mit hamburgischem Dialekt und bezieht sein Wissen im Wesentlichen aus dem Fernsehen und der Bild-Zeitung. Sein schütteres Haar ist überkämmt. Dittsche ist Anhänger des Hamburger SV. Olli Dittrich beschreibt seine Figur als „klassische[n] Loser, der aber nicht unbedingt dumm sein muss. Ein Typ Mensch, wie er auch im wahren Leben vorkommt: Einerseits hat er völlig vergessen, zu pflegen, wer er ist, andererseits ist er durchaus intelligent. Sein soziales Umfeld findet Dittsche in einer Welt, in der sich die Gesprächspartner nicht wehren können.“ Dittsche hatte in seiner Jugend bei Petersen-Maschinenbau in Harburg eine Lehre begonnen, diese jedoch nicht abgeschlossen, da ihm gekündigt wurde. Sein Sohn, Volker-Juanito, Deutsch-Argentinier, arbeitet als Ingenieur bei Airbus in Hamburg. Volker-Juanito hat den Kontakt zu seinem Vater abgebrochen, zahlt jedoch immer noch dessen Miete. Dittsche bringt in seinen Erzählungen immer wieder Nachbarn und Bekannte zu Gespräch, mit denen er teilweise trotz guten Willens durch seine Tollpatschigkeit aneinandergerät. Sehr häufig erwähnt sind seine Nachbarn Herr Karger (beruflich als Friseur in Großhansdorf tätig) sowie dessen Frau, mit der Dittsche oft gegen den Willen ihres Mannes zusammen ist. Weitere Bezugspersonen sind Herr und Frau Westphal, der Gemüsehändler Giovanni mit seinem Kleingarten in Hamburg-Langenhorn sowie Herr und Frau Jensen. Des Weiteren tauchen verschiedene Personen namens Onuseit auf.
Ingo ist der Imbisswirt der Eppendorfer Grill-Station. Ihm erzählt Dittsche seine Geschichten, die er meist verdutzt, verständnislos oder erheitert kommentiert. Ingo trägt fast immer die gleiche Kleidung und – so Dittsche – eine „Ananasfrisur“, auch „Nuck-Chorris-Frisur“ genannt (ein Spoonerismus des Namens des Schauspielers Chuck Norris).
Laut den Folgen vom 6. November 2005 und 6. November 2011 kam Ingo am 6. November 1965 zur Welt. Im Vorspann der 29. Staffel (2020) wird sein Alter jedoch mit 53 Jahren angegeben. Somit wäre er 1966 geboren.
An einem Bistrotisch im Imbiss, mit dem Rücken zum Tresen gewandt, saß von Staffel 1 bis 25 Schildkröte. Er wurde von Dittsche so genannt, weil er stets dieselbe Jacke aus Krokodillederimitat trug. Andere häufige Bezeichnungen sind „Krötenmann“ oder kurz „Kröti“. Er beteiligte sich sehr selten an den Gesprächen, beendete aber seinen Beitrag in der Sendung fast immer mit dem Satz: „Halt die Klappe, ich hab’ Feierabend!“. Zumeist trank er ein Bier und in den früheren Folgen rauchte er auch. Beginnend mit den seit 2008 bundesweit geltenden Rauchverboten in der Gastronomie verließ er anfangs dafür manchmal kurzzeitig den Imbiss, in späteren Folgen allerdings nicht mehr. Schildkrötes Berufsbezeichnung, die im Vorspann eingeblendet wurde, lautete: „steht im Baumarkt an der Säge“. Seit der 26. Staffel ist Schildkröte nicht mehr dabei; der Darsteller Franz Jarnach starb am 16. Januar 2017 an den Folgen eines Herzinfarktes.
Bei seinem letzten Auftritt 2016 (Folge 218) wurde sein Alter mit 63 Jahre angegeben (tatsächlich war er bereits 73 Jahre alt). Seitdem steht oder sitzt am Bistrotisch der Krötensohn, der mit Vornamen Jens heißt, in der Serie der Sohn von Schildkröte ist und in den vorherigen Staffeln bereits hin und wieder als Gast auftrat. Laut Vorspann ist er von Beruf Elektriker. Im Gegensatz zu Schildkröte, der dem Geschehen um Dittsche und Ingo stets den Rücken zuwandte, blickt der Krötensohn zumeist in Richtung des Tresens und ist reger an den Gesprächen im Imbiss beteiligt.

### Gäste
Neben den drei Hauptakteuren spielt in den meisten Episoden ein Gast mit. Meistens bestellt dieser bei Ingo Getränke und zumeist kalte Speisen, weil der Grill während der Sendungen nie eingeschaltet ist. Einige Gäste stammen aus dem Bekanntenkreis von Olli Dittrich, andere sind Anwohner. Es gibt Gäste, die in der Sendung wiederkehrend auftreten, z. B. die bereits verstorbenen Rainer Heinsohn († 2. August 2014; bis Staffel 20) und Oscar Umpierrez († September 2006; bis Staffel 5), sowie Knut Hartmann (siehe Franny and the Fireballs), Thomas Fürst, Jens Lindschau (in der Sendung der Sohn von Schildkröte, ab der 26. Staffel regulär dabei), Klaus Gerlach, Fahrrad-Michi, Peter Merz, Gerd Wetegrove, Ingrid Vetters (mit Hund Polli), Hans Herbert Böhrs und Clemens Sienknecht.
Ab und zu spielen Prominente in der Sendung mit. Dabei spielen sie sich meistens selbst. Bisher dabei waren unter anderem: Marius Müller-Westernhagen, Rudi Carrell, Moritz Bleibtreu, Hans Herbert Böhrs, Anke Engelke, Wladimir Klitschko, Uwe Seeler, Thomas Gottschalk, Detlev Buck, Harald Schmidt, Aílton, Daniel Van Buyten, Bela B, Kalle Schwensen, Tim Mälzer, Matthias Egersdörfer, Rafael van der Vaart, Sylvie Meis, Anja Kohl, Bastian Pastewka, Günther Jauch, Hugo Egon Balder, Pascal Hens, die Scorpions (Klaus Meine, Rudolf Schenker und Matthias Jabs), Jan Delay, Olaf Scholz, Arnd Zeigler, Badesalz, Michael Herbig, Klaas Heufer-Umlauf, Bjarne Mädel, David Garrett, Til Schweiger, Fahri Yardım, Howard Carpendale, Pierre M. Krause, Jürgen Vogel, Sebastian Krumbiegel, Wolfgang Stumph, H. P. Baxxter, Beginner (Jan Delay und Dennis Lisk), Reinhard Mey, Enrique Ugarte, Max Mutzke, Fynn Kliemann, Jan Böhmermann, Olli Schulz, Wolfgang Niedecken, Hans Werner Olm (als Der Berndchen), Hazel Brugger, Pierre Littbarski, Matthias Brandt, Otto Waalkes, Mike Krüger und Stephan Heller.
Ein Wunschgast von Dittrich ist Oliver Kahn.
An den Drehtagen wird der Imbiss zeitweilig oder ganztags geschlossen; dies variierte an den verschiedenen Ausstrahlungstagen.

## Stil
Die Kameraführung ist dadurch gekennzeichnet, dass in einem Intervall von vier bis sechs Sekunden eine von sechs Kameras nach der anderen angewählt wird. Die Kameras filmen in an Überwachungskameras erinnernden Blickwinkeln. Ihre Reihenfolge wird von einem Zufallsgenerator bestimmt. Eine weitere Verfremdung ist die sepia-artige Tönung aller Aufnahmen.

## Handlung

### Typischer Ablauf

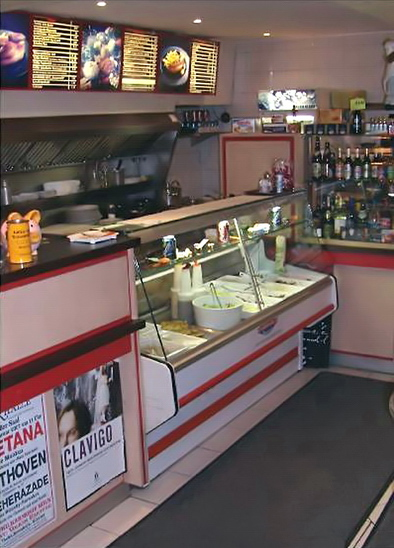
Der Drehort, die Eppendorfer Grill-Station in Hamburg (Innenansicht).

In der Regel beginnen die Sendungen damit, dass Ingo Dittsche zur Tür hereinkommen sieht, dabei „Ahh, Chefvisite!“ murmelt und Dittsche Ingo mit einem „Mahlzeit!“ begrüßt. Dittsche gibt Ingo mitgebrachte leere Bierflaschen in einer Aldi-Plastiktüte, um neues Bier wieder mitzunehmen. Dittsche lässt jedoch immer auf den Zettel schreiben und zahlt nie bar. Beginnend mit den Worten „Mach’ mir mal ’nen Hobel klar“ und „Das perlt aber heute wieder!“ prüft er die Qualität des Bieres mit dem Fingerplopp und verwickelt Ingo und dessen Gäste biertrinkend in Gespräche über Aktuelles aus Politik, Sport, Wissenschaft und Gesellschaft, die auf dem Prinzip des Halbwissens beruhen. Dittsche weiß immer nur so viel von einem Thema, um es zur Sprache zu bringen und ihm seine eigene verdrehte Logik aufzusetzen. Dabei entwickelt er oft abstruse Theorien, während Ingo – meist vergebens – versucht, ihn zur Vernunft zu bringen. Dittsche bringt regelmäßig Nachbarn und Bekannte zur Sprache, vor allem Herrn Karger, mit dem Dittsche es sich immer wieder verscherzt.
In den ersten Staffeln war es ein Running Gag, dass Dittsche zum Unmut Ingos unabsichtlich sein Bier überlaufen ließ, was Dittsche als „überpütschern“ oder „überperlen“ bezeichnete; den letztgenannten Begriff verwendete er zudem metaphorisch für „beeinflussen“, „auswirken (auf)“, „übertragen (auf)“ oder „abfärben (auf)“. Nachdem man dann eine Weile auf das Überpütschern verzichtete, tauchte es in späteren Staffeln wieder vereinzelt auf, teilweise auch bei Ingo.
In seinen Gesprächen mit Ingo bemängelt Dittsche wiederholt die nach seiner Meinung mangelnde Hygiene im Imbiss. Regelmäßig erzählt Dittsche von seinen Experimenten oder präsentiert seine Erfindungen. Er schlägt Ingo manchmal Ideen vor, wie er den Imbiss verbessern könnte. Des Weiteren wiederholen sich viele Kleinigkeiten, beispielsweise will Dittsche seine „Schumiletten“ (Badelatschen) auf den Tresen legen oder er ziert sich lange, „Bitte“ zu sagen, um ein Bier zu bekommen.
Gegen Ende der Sendung betritt meistens ein Gast, den Dittsche sofort als Gesprächspartner ansieht, für wenige Minuten den Imbiss. Kurz vor Schluss wollte Dittsche zum bisherigen Gespräch mit Ingo stets Schildkrötes Meinung einholen oder teilte ihm eine interessante Neuigkeit mit. „Schildkröte“ sagte daraufhin meistens nicht mehr als lediglich „Halt die Klappe, ich hab’ Feierabend!“. Nach dem Tod des Schauspielers Franz Jarnach am 16. Januar 2017 sitzt nun seit der 26. Staffel Jens, Schildkrötes Sohn und daher mit dem Spitznamen Krötensohn betitelt, an dessen Platz. Jens nimmt reger an den Gesprächen und Geschehnissen im Imbiss teil. Die Tradition, dass Dittsche Schildkröte erst zum Ende der Sendung ansprach, wurde nicht übernommen.
Ein grobes Konzept jeder Sendung wird drei Stunden vor Beginn in einem Brainstorming von Olli Dittrich, Marcus Weimer (siehe Rattelschneck), Dietmar Burdinski († 2010) und Albrecht Koch erstellt. Jon Flemming Olsen ist bei diesen Vorbereitungen nicht dabei, um spontaner auf Dittsche reagieren zu können. Auch Franz Jarnach nahm während seiner Zeit als Schildkröte nicht an diesen Vorbereitungen teil.

### Außergewöhnliche Ereignisse

#### Staffel 1
In der ersten Staffel tritt einmal Rudi Carrell auf.
In der achten Folge dieser Staffel kommt Marius Müller-Westernhagen in den Imbiss.

#### Staffel 2
In der ersten Folge der zweiten Staffel wird in den ersten fünf Minuten eine Reportage gezeigt, wie der Imbiss im August 2004 umgebaut wurde.
Am Ende der letzten Folge der zweiten Staffel kommt nach und nach das Dittsche-Team in den Imbiss. Als Letzte betritt ihn Anke Engelke, sagt „Das wirklich wahre Leben macht Pause“ und stellt das Bild auf schwarz-weiß um.

#### Staffel 3
Zu Beginn der ersten Folge von Staffel drei erklärt Ingo Wladimir Klitschko auf einem Stadtplan den Weg zur Autobahn. Am Ende kehrt er zurück, um seine vergessenen Handschuhe abzuholen. In dieser Folge ist zweimal zu sehen, wie Dittsche vor dem Imbiss auf seinen Auftritt wartet.
In der siebten Folge dieser Staffel sitzt Uwe Seeler die ganze Sendung auf Schildkrötes Platz am Bistrotisch. Er beendet die Sendung mit dessen Stammsatz.

#### Staffel 4
In der dritten Folge der vierten Staffel tritt Thomas Gottschalk in den Laden und bringt mit einer Schürze bekleidet saubere Gläser.

#### Staffel 5
Zum Beginn von Staffel fünf trifft Dittsche zu seiner Überraschung hinter dem Tresen auf Harald Schmidt. Dieser berichtet, dass Ingo bei einer Familienfeier in München sei und wegen Schneetreiben nicht zurückfliegen konnte. Der Sender habe ihn daher gebeten, die Vertretung zu übernehmen. Ingo trifft später im Folgenverlauf doch noch ein.
In der zwölften Folge der fünften Staffel wird Dittsche von der Polizei aus dem Imbiss geführt und befragt, weil er zusammen mit Giovanni einen als Hamster verkleideten Mann mit einer Leuchtrakete beschossen hat. Sie hatten gedacht, es wäre der – als Problembär bekannt gewordene – Braunbär Bruno und sie müssten, wie in der Bild-Zeitung beschrieben, eine „Vergraulungsmaßnahme“ vornehmen. Das ist auch eines der wenigen Male, in denen Schildkröte wesentlich mehr als seinen Schlusssatz beiträgt: Während Dittsche draußen von der Polizei vernommen wird, unterhält er sich mit Ingo.

#### Staffel 7
In der zehnten Folge der siebten Staffel zerstört Dittsche aus Versehen, nachdem er Schildkröte erfolglos mit einem Wagenheber „aufbocken“ wollte, mit demselben die Tresenscheibe und wird daraufhin von Ingo hinausgeworfen. Deshalb spielt die elfte Folge nicht in der Eppendorfer Grill-Station, sondern im griechischen Restaurant Athena Stuben gegenüber. Ingo und Dittsche schließen jedoch wieder Frieden, sodass die darauffolgende letzte Staffelfolge wieder am gewohnten Ort spielt.
Am 24. Juni 2007 zeigte Das Erste am Ende der letzten Talkshow von Sabine Christiansen einen mehrminütigen Einspieler aus dem Imbiss, in dem Dittsche Ingo davon erzählt, dass er gemeinsam mit Frau Karger und anderen Bekannten die Sendung Sabine Christiansen nachgespielt habe. Im Verlauf des kurzen Gesprächs sieht man im Hintergrund Günther Jauch, von draußen an die Fensterscheibe klopfend, um um Einlass zu bitten. Ingo erklärt dem verdutzten Dittsche, dass „der Spinner“ bei ihm Hausverbot habe, was als Anspielung auf dessen Absage der Christiansen-Nachfolge zu verstehen ist.

#### Staffeln 8 und 9
In der letzten Folge der achten Staffel wird Dittsche wegen Geldfälschung bzw. Inverkehrbringen von Falschgeld von der Polizei vorläufig festgenommen. Die erste Folge der neunten Staffel spielt daran anknüpfend nicht wie gewohnt in der Eppendorfer Grill-Station, sondern in einer Gefängniszelle. In der Zelle befindet sich ein Mitgefangener (Matthias Egersdörfer), der sich mit Dittsche, ähnlich wie sonst Ingo, über das aktuelle Geschehen unterhält. Dittsche trinkt statt Bier Apfelschorle aus einer Plastikflasche. In der siebten Folge der neunten Staffel (also sechs Wochen später) erscheint der Mitgefangene im Imbiss, um dem verdutzten Ingo – welcher von Dittsche ob seiner langen Abwesenheit erzählt bekam, dass dieser im Urlaub gewesen sei – erheitert von Dittsches Aufenthalt im Gefängnis zu erzählen.
In der letzten Folge der neunten Staffel erzählt Dittsche gegen Ende, er habe seinen schönsten Traum aller Zeiten geträumt. In diesem Traum habe er sich im Imbiss befunden, woraufhin die schönste Frau der Welt hereingekommen sei und ein Mann, der ihm einen Job mit einer Bezahlung von einer Million Euro angeboten habe. Kurz nachdem Dittsche das erzählt hat, betreten Sylvie und Rafael van der Vaart den Imbiss, mit denen er den Imbiss verlässt, weil er angeblich Stürmer beim Hamburger SV wird.

#### Staffel 10
In der fünften Folge der zehnten Staffel versucht Dittsche, bei Uri Geller Live: Ufos und Aliens anzurufen, da er der Meinung ist, mithilfe einer von ihm konstruierten Apparatur (die im Wesentlichen aus einem alten Radio besteht) Signale von Außerirdischen empfangen zu haben, wird jedoch nicht durchgestellt. In dieser Folge erfährt man auch, dass Dittsche mit Familiennamen Dittschmann heißt.

#### Staffel 11
In der siebten Folge der elften Staffel bringt Dittsche einen Teil seines Hausstands mit in den Imbiss. Er erklärt, dass er nach einem Experiment (Bau einer „Sprenkselanlage“ für den Boden zur Verhinderung eines „Schlummerbrandes“ durch seine selbstgebaute „Teppichheizung“) in seiner Wohnung aus selbiger rausgeschmissen worden ist und für einen Tag auf einem Spielplatz übernachtet hat. Ingo hat Dittsche dieses Ereignis schon lange vorhergesagt, da Dittsche immer wieder von – für Ingo und den Zuschauer offensichtlich abwegigen und gefährlichen – Experimenten berichtet.
In der folgenden Folge kommt nicht wie gewohnt Dittsche, sondern Herr Karger – gespielt von Olli Dittrich selbst – in den Imbiss. Herr Karger erzählt, dass er Dittsche sucht, weil dieser nach heimlichen Umbaumaßnahmen an Kargers Auto und anderem vermutlich mit seiner Frau verschwunden ist. Auffällig ist, dass Herr Karger fast genauso spricht wie Dittsche, sehr viel Alkohol trinkt und den Imbiss gegen Ende entsprechend betrunken verlässt. Er wird ebenfalls als ein gescheiterter Mensch am unteren Ende der Gesellschaft präsentiert.

#### Staffel 12
In der vierten Folge der zwölften Staffel kommen zum Ende die Scorpions (Klaus Meine, Rudolf Schenker und Matthias Jabs) in den Imbiss und spielen kommentarlos Wind of Change. Dieser Auftritt wurde absichtlich auf das Ausstrahldatum (8. November 2009) gelegt, da an diesem Wochenende und speziell am 9. November 2009 das 20-jährige Jubiläum des Mauerfalls gefeiert wurde.
In der fünften Folge der zwölften Staffel steht Dittsche schon zu Beginn der Sendung im Imbiss und schweigt, wie auch Ingo und Schildkröte. Nach einer Minute sagt Dittsche „Er war ein Titan. Er war ein reiner Titan.“ und die drei stoßen mit ihrem Bier an. Dies ist darauf zurückzuführen, dass der Torwart von Hannover 96, Robert Enke, am 10. November 2009 Suizid begangen hat. Die Sendung wurde am Tag seiner Beisetzung, dem 15. November 2009, ausgestrahlt.
In der letzten Folge der zwölften Staffel tritt Olli Dittrich zusätzlich in der Rolle des Mike Hansen auf, einer fiktiven Figur aus dem Hamburger Rotlichtmilieu. Die Figur spielte Olli Dittrich bereits früher in RTL Samstag Nacht und Olli, Tiere, Sensationen. Sie gehört zu seinen bekannteren Figuren.

#### Staffel 13
In der achten Folge der 13. Staffel tritt gegen Ende Rauch im Imbiss aus. Dittsche ist der Meinung, dass dieser von dem Vulkan Eyjafjallajökull stammt, der im April 2010 ausgebrochen ist. Nachdem Schildkröte und sein Sohn bereits kurz vorher den Imbiss verlassen haben, folgen kurz darauf, nach einem Anruf bei der Feuerwehr, auch Ingo und Dittsche selbst. Zum Schluss ist der Laden bereits völlig verqualmt und der Rauchmelder springt an.
In der neunten Folge der 13. Staffel ist der Imbiss auf Grund der vorherigen Geschehnisse in einem Zustand der Renovierung. Ingo erklärt, dass ein Schwelbrand des Hähnchengrills den Rauch verursacht hat. In einem anderen Zimmer im Hintergrund arbeitet Jan Delay an einem Imbissgerät. Schildkröte betritt erst später den Imbiss.

#### Staffel 14
In der siebten Folge der 14. Staffel kommt Dittsche ohne seine Plastiktüte und mit einem blauen Auge in den Imbiss. Er sagt, dass sein Freund Giovanni ihm dies verpasst und ihm die Tüte weggenommen habe. Gegen Ende wird Dittsche erneut von der Polizei festgenommen, weil er einen angeblichen Sprengsatz in einer Zugtoilette befestigt habe. Er meint, dies sei als Geschenk für Frau Karger gedacht, die sich momentan nicht in Hamburg befinde.

#### Staffel 15
In der achten und letzten Folge der 15. Staffel betritt der Hamburger Bürgermeister Olaf Scholz für wenige Minuten den Imbiss, als Dittsche gerade über die Leichtigkeit der Aufgaben eines Bürgermeisters spricht. Dittsche mokiert sich zum Ende der Sendung bei Ingo über die Einsparungen bei kleinen Fernsehproduktionen, woraufhin plötzlich das Bild verschwindet und der Abspann gezeigt wird, ohne dass Dittsche, wie sonst üblich, Schildkröte anspricht.

#### Staffel 16
In der ersten Folge der 16. Staffel sitzt Arnd Zeigler im Hinterzimmer von Ingos Imbiss. Auf Dittsches Frage, was dieser dort mache, meint Ingo, dass er seine Sendung, Zeiglers wunderbare Welt des Fußballs, ab sofort an verschiedenen Standorten in Deutschland senden möchte, und im Imbiss damit starten will. Wenig später zieht Dittsche ein Kabel, beschädigt damit eines von Zeiglers Übertragungsgeräten und verhindert somit die Ausstrahlung der programmmäßig nachfolgenden Sendung (Zeiglers wunderbare Welt des Fußballs). Zeigler verlässt kurz vor Schluss der Folge, sichtlich schlecht gelaunt, den Imbiss.
Die erste Folge der 16. Staffel war des Weiteren Auftakt zu einer mehrstündigen Themennacht (Lange Dittsche-Nacht, siehe auch Ausstrahlung im Fernsehen). Im unterbrechungslos an die Folge anknüpfenden 60-minütigen Heimspiel wird Dittsche erstmals auf seinem Heimweg und in seiner Wohnung gezeigt. Es werden Dittsches Schwester Püppi (gespielt von Susanne Lothar) und Dittsches neuer Nachbar Sandro Fritzsche (Stefan Zahlbaum) gezeigt. Die Sendung wurde ebenso wie Dittsche improvisiert und live gedreht.

#### Staffel 17
In der fünften Folge der 17. Staffel ist Dittsche zu Sendungsbeginn bereits mit einem Gast (Gerd Wetegrove) im Imbiss und in ein Gespräch verwickelt. Es wird nicht wie üblich gezeigt, wie erst nur Ingo und Schildkröte anwesend sind und daraufhin Dittsche eintritt.

#### Staffel 18
In der vierten Folge der 18. Staffel betritt Bjarne Mädel in seiner Rolle als „Schotty“ aus der Fernsehserie Der Tatortreiniger nach einer anstrengenden Reinigung den Imbiss. Angeblich kennen sich Schotty und Ingo schon lange. Da der Gast Geburtstag hat, stößt ausnahmsweise auch Ingo mit Bier an.
In der fünften Folge der 18. Staffel betritt Dittsche den Imbiss mit einem Geigenkoffer, den er in einem Tumult an sich genommen hat. Am Ende der Folge holt sich David Garrett seinen Koffer ab.

#### Staffel 19
In der vierten Folge der 19. Staffel treten Til Schweiger und Fahri Yardım, die neuen Hamburger Tatort-Kommissare, als Gäste auf.
In der fünften Folge der 19. Staffel wendet sich Dittsche am Ende wie üblich an Schildkröte, der zuerst jedoch „Hau bloß ab!“ sagt, woraufhin Dittsche sich beschwert, dass er beschimpft wird. Daraufhin beendet Schildkröte die Sendung wie gewohnt mit dem Satz „Halt die Klappe, ich hab Feierabend!“

#### Staffeln 20 und 21
In der fünften und letzten Folge der 20. Staffel erzählt Dittsche, dass Frau Karger ihren Mann aus der Wohnung geworfen hat, nachdem Dittsche diesen mit einer anderen Frau erwischt hat. In der 21. Staffel sind daraufhin der ungeklärte Verbleib von Herrn Karger und das zwischenzeitliche Alleinleben von Frau Karger andauernde Themen. In der sechsten und letzten Folge der 21. Staffel erzählt Dittsche, wie er beim versuchten Einbruch in Kargers Garage aus dieser seltsame Geräusche vernahm und nach Zuruf eines Schlüsseldienstes einen unterkühlten Herrn Karger auffand, der nach einem Sturz nicht mehr eigenständig aus der Garage kam. Am Ende der Folge kommt der Mitarbeiter des Schlüsseldienstes (gespielt von Jürgen Vogel) in den Imbiss und verlangt von Dittsche die Bezahlung des ausstehenden Betrages für die Öffnung der Garage, da Dittsche den Auftrag getätigt habe, aber dann, ohne zu bezahlen, mit Herrn Karger im Krankenwagen mitgefahren ist.

#### Staffel 22
In der sechsten Folge der 22. Staffel erscheint Dittsche mit einem Pony am Imbiss, von dem er behauptet, dass es ihm auf dem Weihnachtsmarkt zugelaufen sei. Später erscheint der Besitzer (gespielt von Olli Schulz) und stellt klar, dass Dittsche es gestohlen hat, als dieser kurz weg war.

#### Staffel 23
In der fünften Folge der 23. Staffel schließt Dittsche eine seiner selbstgebauten Erfindungen im Imbiss an, um die Sonnenfinsternis vom 20. März 2015 nachzustellen. Dadurch kommt es zu einem Kurzschluss, woraufhin es im Imbiss dunkel wird. Nachdem sich auch eine Rauchentwicklung zeigt, verweist Ingo Dittsche wutentbrannt auf Schildkrötes Platz, sodass dieser für einige Zeit an Dittsches Stammplatz am Tresen steht. Zudem kam in dieser Folge erstmals seit der elften und letzten Folge der 1. Staffel kein Gast in den Imbiss.

#### Staffel 25
In der elften Folge der 25. Staffel betritt Frau Karger den Imbiss. Diese wird – wie schon zuvor ihr Ehemann – von Olli Dittrich gespielt. Frau Karger erzählt Ingo von den Höhen und Tiefen des Zusammenlebens mit Dittsche und ihrem Ehemann. Dabei kommen Details ans Tageslicht, die Ingo sehr überraschen. So stellt sich heraus, dass Dittsche einen Sohn namens Volker-Juanito hat, welcher sehr erfolgreich als Ingenieur bei Airbus arbeitet, sich aber von seinem Vater aufgrund dessen Lebenssituation abgewandt hat. Weiterhin erfährt man, dass Dittsche sich seit einiger Zeit liebevoll um einen verunglückten Hund kümmert, welchen er Ingo nannte und ihm eine Einrichtung gebaut hat, die dem Imbiss ähnelt. In der folgenden zwölften und letzten Folge der 25. Staffel stellt Ingo Dittsche zur Rede. Dittsche erzählt mehr von seinem Sohn und warum er den Kontakt mit ihm trotz eines Wiedersehens vor einigen Jahren nicht wiederherstellen konnte. Am Ende der Folge betreten Max Mutzke und Enrique Ugarte den Imbiss und spielen eines ihrer gemeinsamen Lieder.

#### Staffel 26
In der ersten Folge der 26. Staffel wird das Ableben von Franz Jarnach thematisch aufgegriffen. So beginnt die Episode mit dem Weg Ingos, Dittsches und Schildkrötes Sohn Jens zum Imbiss. Dort angekommen erfährt man, dass Ingo und Dittsche Jens bei der Entrümplung von Schildkrötes Wohnung geholfen haben. Schildkrötes Jacke wird im Imbiss aufgehängt und Dittsche berichtet vom Fund einer echten Schildkröte im Garten, die sich in der Winterstarre befinden soll. Auf Dittsches Zureden willigt Ingo ein, ein Terrarium für das Tier im Imbiss aufzustellen. Obgleich außen an der Tür ein Schild angebracht ist, dass der Imbiss geschlossen sei, betritt ein Gast, gespielt von Teammitglied Jonas Dickmeis, den Raum und bestellt etwas zu trinken. Ahnungslos setzt er sich auf Schildkrötes leeren Hocker. Daraufhin wird er von Dittsche wutentbrannt aus dem Imbiss verscheucht, da dies ein „heiliger Platz“ sei, auf dem niemand, erst recht kein Fremder, sitzen dürfe. Auf Dittsches Bitte hin, den Platz seines Vaters zu übernehmen, verlässt Jens ablehnend den Imbiss.
In der zweiten Folge der 26. Staffel wird der Bau des Terrariums gezeigt. Die ersten 20 Minuten der Folge spielen somit nicht im Imbiss, sondern auf dem Hof von Fynn Kliemann. In den letzten 10 Minuten der Folge sieht man dann Kliemann, wie er das Terrarium im Imbiss aufstellt und Dittsche die Schildkröte, wie sich herausstellt eine Kunststofffigur, ins Terrarium einsetzt. Zudem bittet Dittsche Jens noch einmal telefonisch darum, Schildkrötes alten Platz einzunehmen. Das Terrarium steht während der 26. Staffel im Imbissraum und wird in der 27. Staffel außer Sichtweite gestellt.
Ab der dritten Folge wird ein neuer Vorspann verwendet, in dem neu Krötensohn anstatt Schildkröte vorgestellt wird. Die unterlegte Radiosendung mit der Wettervorhersage und das anschließende Eingangslied Stand by Your Man von Tammy Wynette blieben dabei gleich.

#### Staffel 27
In der neunten Folge der 27. Staffel kommt Pierre Littbarski in den Imbiss, um einen Kasten Kölsch zu kaufen.
In der zehnten Folge der 27. Staffel kommt kurz vor Schluss Bjarne Mädel in den Kiosk. Er ist dabei ähnlich angezogen wie Dittsche und tauscht wie eben dieser seine leeren Bierflaschen gegen neue ein. Im Gegensatz zu Dittsche bezahlt er diese allerdings.

#### Staffel 28
In der vierten Folge der 28. Staffel kommt Otto Waalkes in den Imbiss und fragt nach einem älteren Herrn, mit dem er sich hier um diese Zeit verabredet habe und der ihm ein Eisen 1 (einen Golfschläger) übergeben wolle. Niemand weiß Bescheid und nach kurzen Gespräch verlässt Otto den Imbiss unverrichteter Dinge wieder. Es bleibt zunächst unklar, was es damit auf sich hat. In der fünften Folge betritt Mike Krüger den Imbiss und fragt ebenfalls nach einem Herrn, den er hier treffen wollte, um ihm einen Golfschläger zu geben. Jetzt wird klar, dass Otto und Krüger sich verabredet, dabei aber scheinbar nur „Sonntag“ und kein genaues Datum ausgemacht hatten. Auch Krüger geht nach einer kleinen Unterhaltung wieder. In der sechsten Folge begegnen sich Otto und Mike Krüger draußen vor dem Imbissfenster, reden kurz miteinander (was jedoch nicht zu hören ist), Krüger übergibt den Golfschläger und beide verschwinden wieder. Dittsche und Ingo verfolgen das Geschehen vor dem Fenster interessiert und sprachlos, setzen danach aber ihr vorheriges Gespräch einfach fort, ohne irgendwie auf die Szene einzugehen.
In der letzten Folge der 28. Staffel ist der Imbiss feierlich geschmückt. Während Ingo und Jens in den hinteren Räumlichkeiten mit Aufräumarbeiten der bereits geendeten Feier beschäftigt sind, befindet sich Dittsche allein im vorderen Teil und spielt mit der Karaokemaschine, was zu einer Beschwerde eines Nachbarn (Ulrich Bähnk) führt. Am Ende der Folge gesteht Ingo Dittsche, dass es sich bei der Feier um die Goldene Hochzeit der Kargers handelte.

#### Staffel 29
In allen Folgen ist die Corona-Epidemie ein Hauptthema. Die dritte Episode am 15. März dauerte 45 statt 30 Minuten. Anschließend wurde die Staffel wegen der Maßnahmen zur Eindämmung der Pandemie vorerst abgesetzt.

#### Staffel 30
Um Dittsche während der Corona-Zeit Zutritt zum Imbiss zu ermöglichen, wurde er als Aushilfe für die Hygiene von Ingo eingestellt. Krötensohn fungiert als Lieferbote für Außer-Haus-Bestellungen.
In der letzten Folge der 30. Staffel verdächtigen zwei Kripo-Beamte (Jan Böhmermann und Olli Schulz) Dittsche, der Fassadenkletterer im Bademantel zu sein, der bereits mehrfach der Polizei gemeldet wurde. Als die Beamten Bjarne Mädel, der ebenfalls Bademantel trägt (siehe Staffel 27), vor dem Schaufenster stehen sehen, verfolgen sie diesen.

## Bemerkenswertes
- Von der 4. bis zur 13. Staffel wurde in der Sendung das fiktive Bier Dittschberger Pilsener verwendet. Grund dafür ist die Diskussion um Schleichwerbung in der ARD im Sommer 2005.[18] Übergangsweise wurde um das in älteren Folgen verwendete Bier Jever eine Serviette gebunden. Dem Zuschauer gegenüber wurde dies damit begründet, dass Dittsche sonst regelmäßig Bier auf Ingos Tresen tropfe. Im Vorspann sind bis zur 25. Staffel Flaschen des Herstellers Krombacher zu sehen.

- Seit der 14. Staffel heißt das Bier Burdinski Bräu, zum Andenken an den im Juli 2010 verstorbenen Dietmar Burdinski. Den Getränkekühlschrank ziert jedoch weiterhin der Schriftzug Dittschberger.

- Mittlerweile stehen bei jeder Live-Produktion der Sendung viele Fans vor dem Imbiss, die sich nach der Sendung mit Olli Dittrich unterhalten.[10] Mitunter kann während der Sendung das Aufflackern von Blitzlichtern im Hintergrund beobachtet werden. Auch an drehfreien Tagen kommen Fans und interessierte Besucher, um den Drehort selbst zu sehen.

- In fast jeder Folge läuft dasselbe Radioprogramm im Hintergrund; zu hören ist unter anderem Dreams Are Ten a Penny von John Kincade, Let Me Be The One von Sasha, (Marie's The Name) His Latest Flame von Elvis und Brennend heißer Wüstensand von Freddy Quinn.

- Zum Welt-AIDS-Tag 2009 nahmen Olli Dittrich und Jon Flemming Olsen einen Radiospot für die Aktion „Mach's mit“ der Bundeszentrale für gesundheitliche Aufklärung (BZgA) auf, in dem sie sich als Dittsche und Ingo für die Benutzung von Kondomen beim Geschlechtsverkehr (Dittsche: „Das beste Stück kommt in die Tüte.“) aussprachen.[22]

- Am 7. Dezember 2010 setzte der Axel Springer Verlag das beliebte TV-Format zur Bewerbung der iPad-Applikation der Bild-Zeitung ein. In dem siebenminütigen Viralspot stellt Ingo die digitale Variante des Printmediums vor. Auch Bild-Chefredakteur Kai Diekmann ist mit einem Gastauftritt zu sehen, bei dem er das „vergessene iPad“ wieder an sich nimmt.[23][24]

- In der dritten Staffel der Fernsehserie Der Tatortreiniger spielt Olli Dittrich als Dittsche in der Folge Carpe Diem in einer Art Cameo-Auftritt mit. Dittsche sitzt im Wartezimmer eines Hamburger Amtes und beschwert sich über das Verhalten des Tatortreinigers Heiko „Schotty“ Schotte (gespielt von Bjarne Mädel), als dieser nach dem Ziehen einer Wartenummer aus Frust gegen einen Mülleimer tritt. Er tritt erneut in der letzten Folge Einunddreißig auf und beschwert sich erneut, als „Schotty“ wieder gegen einen Mülleimer tritt.

- Dittsches Bademantel existiert schon seit den frühen Bühnenauftritten der Figur. Obwohl der Mantel inzwischen im Nacken durchgescheuert ist, hat Dittrich ihn bislang nicht ersetzt (Stand 2017).[25]

- 2019, 2022 und 2023 gab/gibt es Solo-Tourneen von Olli Dittrich als Dittsche.

- Im Rahmen der ARD-Themenwoche WIR gesucht! Was hält uns zusammen? wurden vom 7. bis 10. November 2022 unter dem Titel Dittsche vor acht vier Clips mit einer Länge von je drei Minuten im Vorabendprogramm ausgestrahlt, in denen sich Dittsche und Ingo auf einer Bank vor dem Imbiss zu verschiedenen Themen unterhalten. Eine fünfte Folge wurde am 23. Dezember 2022 ausgestrahlt.[7]

## Staffeln

### Ausstrahlung im Fernsehen
Die folgende Tabelle enthält die Ausstrahlungszeiten der einzelnen Staffeln.
| Staffel | Folgen | Nr.     | Erste Folge   | Letzte Folge  | Erstausstrahlung im WDR Fernsehen |
| 1       | 11     | 01–11   | 29. Feb. 2004 | 16. Mai 2004  | sonntags, 22:30 Uhr |
| 2       | 10     | 12–21   | 12. Sep. 2004 | 21. Nov. 2004 | sonntags, 22:30 Uhr |
| 3       | 16     | 22–37   | 12. Feb. 2005 | 19. Juni 2005 | sonntags, 22:30 Uhr |
| 4       | 9      | 38–46   | 23. Okt. 2005 | 18. Dez. 2005 | sonntags, 22:30 Uhr |
| 5       | 12     | 47–58   | 5. März 2006  | 28. Mai 2006  | sonntags, 22:30 Uhr |
| 6       | 11     | 59–69   | 22. Okt. 2006 | 7. Jan. 2007  | sonntags, 22:30 Uhr |
| 7       | 12     | 70–81   | 25. Feb. 2007 | 20. Mai 2007  | sonntags, 22:30 Uhr |
| 8       | 8      | 82–89   | 28. Okt. 2007 | 30. Dez. 2007 | sonntags, 22:30 Uhr |
| 9       | 10     | 90–99   | 16. Feb. 2008 | 17. Mai 2008  | samstags, 22:30 Uhr |
| 10      | 10     | 100–109 | 11. Okt. 2008 | 20. Dez. 2008 | samstags, 22:30 Uhr |
| 11      | 10     | 110–119 | 1. März 2009  | 10. Mai 2009  | sonntags, 23:30 Uhr |
| 12      | 10     | 120–129 | 18. Okt. 2009 | 20. Dez. 2009 | sonntags, 23:15 Uhr |
| 13      | 9      | 130–138 | 21. Feb. 2010 | 25. Apr. 2010 | sonntags, 23:15 Uhr |
| 14      | 10     | 139–148 | 17. Okt. 2010 | 19. Dez. 2010 | sonntags, 23:15 Uhr |
| 15      | 8      | 149–156 | 20. März 2011 | 15. Mai 2011  | sonntags, 23:15 Uhr |
| 16      | 8      | 157–164 | 30. Okt. 2011 | 18. Dez. 2011 | sonntags, 23:15 Uhr |
| 17      | 5      | 165–169 | 26. Feb. 2012 | 25. März 2012 | sonntags, 23:15 Uhr |
| 18      | 5      | 170–174 | 18. Nov. 2012 | 16. Dez. 2012 | sonntags, 23:15 Uhr |
| 19      | 5      | 175–179 | 17. Feb. 2013 | 17. März 2013 | sonntags, 23:15 Uhr |
| 20      | 5      | 180–184 | 17. Nov. 2013 | 15. Dez. 2013 | sonntags, 23:15 Uhr |
| 21      | 6      | 185–190 | 9. März 2014  | 13. Apr. 2014 | sonntags, 23:15 Uhr |
| 22      | 6      | 191–196 | 9. Nov. 2014  | 14. Dez. 2014 | sonntags, 23:00 Uhr |
| 23      | 5      | 197–201 | 22. Feb. 2015 | 22. März 2015 | sonntags, 23:15 Uhr |
| 24      | 5      | 202–206 | 22. Nov. 2015 | 20. Dez. 2015 | sonntags, 23:15 Uhr |
| 25      | 12     | 207–218 | 23. Sep. 2016 | 9. Dez. 2016  | freitags, 23:30 Uhr |
| 26      | 12     | 219–230 | 3. März 2017  | 26. Mai 2017  | freitags, 23:30 Uhr |
| 27      | 12     | 231–242 | 8. Apr. 2018  | 1. Juli 2018  | sonntags, 23:30 Uhr (Folgen 1–3) und 23:15 Uhr (Folgen 4–12)                                                                         |
| 28      | 9      | 243–251 | 19. Mai 2019  | 21. Juli 2019 | sonntags, 23:15 Uhr |
| 29      | 3      | 252–254 | 1. März 2020  | 15. März 2020 | sonntags, 23:15 Uhr - Die 29. Staffel wurde nach der am 15. März 2020 gesendeten dritten Folge wegen der Corona-Pandemie ausgesetzt. |
| 29      | 2      | 255–256 | 7. März 2021  | 14. März 2021 | sonntags, 22:15 Uhr |
| 30      | 5      | 257–261 | 21. März 2021 | 18. Apr. 2021 | sonntags, 22:15 Uhr |

Seit der zweiten Staffel wird Dittsche live gesendet. In der ersten Staffel gab es eine etwa halbstündige Verzögerung, um eventuelle Unvorhersehbarkeiten zu vermeiden. Dies stellte sich allerdings als nicht notwendig heraus. In der achten Staffel wurde das Format der Sendung von 4:3 (1,33:1) auf 16:9 (1,78:1) umgestellt, worauf Dittsche in der ersten Folge mit der Frage anspielt, ob Ingo umgebaut habe.
Der Sendeplatz der Erstausstrahlung im WDR Fernsehen wurde mehrmals gewechselt. Ursprünglich, beginnend mit der ersten Staffel, wurde Dittsche sonntags um 22:30 Uhr ausgestrahlt. Mit Beginn der neunten Staffel wurde der Sendeplatz auf Samstag um 22:30 Uhr geändert. Der Sender begründete dies damit, dass man zu dieser Zeit eine größere Zuschauerzahl habe und viele Zuschauer die Ausstrahlung am Sonntag als zu spät empfanden. Olli Dittrich sagte dazu: „Ich finde das einfach sehr schade. Sonntag war Dittsche-Tag.“ Von der elften Staffel bis zur 24. Staffel wurde Dittsche wieder sonntags ausgestrahlt, die Uhrzeit wechselte jedoch zwischen den Staffeln, sodass die Ausstrahlungszeit zwischen 23:00 Uhr und 23:30 Uhr lag (und damit in der Regel nach Zimmer frei!). Die Erstausstrahlungen der 25. und 26. Staffel wurden auf einen gänzlich neuen Sendeplatz gelegt, freitags um 23:30 Uhr. Mit der 27. Staffel fand die Erstausstrahlung wieder sonntags statt, dieses Mal um 23:30 Uhr (erste drei Folgen) bzw. um 23:15 Uhr. Nach der Erstausstrahlung wurden die Folgen im NDR Fernsehen, im Ersten und auf One wiederholt.
Am 29. Dezember 2004 zeigte das WDR Fernsehen einen Jahresrückblick von Dittsche und am 22. Oktober 2005 eine Lange Dittsche-Nacht mit sechs ausgewählten Folgen. Eine weitere Lange Dittsche-Nacht am 30. Oktober 2011 begann mit der ersten Folge der 16. Staffel, es folgten das Heimspiel, ein Best Of, ein Making Of sowie fünf zuvor auf der offiziellen Website gewählte Folgen.
Der Ausstrahlungsbeginn der 24. Staffel wurde wegen der Terroranschläge am 13. November 2015 in Paris um eine Woche auf den 22. November 2015 verschoben.

### DVD-Veröffentlichungen
| Staffel | Titel der DVD | Erscheinungsdatum  |
| 01      | „Das perlt!“ | 28. September 2006 |
| 02      | „Das perlt jetzt aber!“ | 30. November 2006  |
| 03      | „Das perlt jetzt aber richtig!“                                                                                                 | 01. Februar 2007   |
| 04      | „Das perlt jetzt aber richtig über!“                                                                                            | 29. März 2007      |
| 05      | „Das perlt jetzt aber richtig über, ma sagn!“                                                                                   | 24. April 2008     |
| 06      | „Das perlt jetzt aber richtig über, ma sagn. Mach ma’!“                                                                         | 23. Oktober 2009   |
| 07      | „Das perlt jetzt aber richtig über, ma sagn. Mach ma’ noch’n Bier!“                                                             | 23. Oktober 2009   |
| 08      | „Das perlt jetzt aber richtig über, ma sagn. Mach ma’ noch’n Bier! Wie heißt das?“                                              | 23. Oktober 2009   |
| 09      | „Das perlt jetzt aber richtig über, ma sagn. Mach ma’ noch’n Bier! Wie heißt das? Biddä!“                                       | 05. März 2010      |
| 10      | „Das perlt jetzt aber richtig über, ma sagn. Mach ma’ noch’n Bier! Wie heißt das? Biddä! Bidddää!“                              | 05. März 2010      |
| 11      | „Das perlt jetzt aber richtig über, ma sagn. Mach ma’ noch’n Bier! Wie heißt das? Biddä! Bidddää! Biddddäää!“                   | 29. Oktober 2010   |
| 12      | „Das perlt jetzt aber richtig über, ma sagn. Mach ma’ noch’n Bier! Wie heißt das? Biddä! Bidddää! Biddddäää! Reiner Weltladen!“ | 10. Dezember 2010  |
|         | „Dittsche Delüxe – Reine Sonder DVD“ (enthält u. a. das Dittsche-Spezial Heimspiel)                                             | 06. Dezember 2011  |

## Auszeichnungen
Die Sendung wurde im Jahr 2004 mit dem Deutschen Fernsehpreis und 2005 wurde Olli Dittrich dafür mit dem Adolf-Grimme-Preis mit Gold ausgezeichnet. Dittsche war für den Deutschen Comedypreis 2005 und für die Eins Live Krone 2005 nominiert. 2009 wurde Olli Dittrich für Dittsche mit der Goldenen Kamera ausgezeichnet. 2019 wurde ein Asteroid nach Dittsche benannt: (283141) Dittsche.